# Theudebert II
Theudebert II (586 of 587 - 612) was koning van Austrasië van 595 tot 612.

## Geschiedenis
Theudebert was de erfgenaam en bastaardzoon van Childebert II, en kreeg na diens dood het bewind over Austrasië behalve Bourgondië dat aan zijn jongere broer Theuderik (als Theuderik II) toegewezen was. Zijn grootmoeder Brunhilda (of Brunichild) werd echter in eerste instantie regentes. Beide broers traden in het begin van hun regeringsperiode nog eendrachtig op, bijvoorbeeld in hun strijd tegen de Neustrische koning Chlotarius II (600) en de Basken (602). Vooral de nederlaag van Chlotarius leverde de twee Austrasische koningen een flinke hoeveelheid land op.
De samenwerking duurde echter niet lang. Na 610 verscherpten de verhoudingen zich aanzienlijk. In 612 leidde dit tot de beslissende slag tussen beide broers. Theudebert II werd gevangengenomen en - samen met zijn zoons - op bevel van Theuderik II vermoord.

## Voorouders
| Voorouders van Theudebert II | Voorouders van Theudebert II               | Voorouders van Theudebert II               | Voorouders van Theudebert II               | Voorouders van Theudebert II               | Voorouders van Theudebert II    | Voorouders van Theudebert II    | Voorouders van Theudebert II    | Voorouders van Theudebert II    |
| ---------------------------- | ------------------------------------------ | ------------------------------------------ | ------------------------------------------ | ------------------------------------------ | ------------------------------- | ------------------------------- | ------------------------------- | ------------------------------- |
| Overgrootouders              | Chlotarius I (497-561) ∞ Ingund (499-)     | Chlotarius I (497-561) ∞ Ingund (499-)     | Athanagild (-567) ∞ Goiswintha (530-589)   | Athanagild (-567) ∞ Goiswintha (530-589)   | ? (–) ∞ ? (-)                   | ? (–) ∞ ? (-)                   | ?(–) ∞ ? (-)                    | ?(–) ∞ ? (-)                    |
| Grootouders                  | Sigebert I (535-575) ∞ Brunhilde (534-613) | Sigebert I (535-575) ∞ Brunhilde (534-613) | Sigebert I (535-575) ∞ Brunhilde (534-613) | Sigebert I (535-575) ∞ Brunhilde (534-613) | ?(–) ∞ ? (-)                    | ?(–) ∞ ? (-)                    | ?(–) ∞ ? (-)                    | ?(–) ∞ ? (-)                    |
| Ouders                       | Childebert II (570-596) ∞ ? (-)            | Childebert II (570-596) ∞ ? (-)            | Childebert II (570-596) ∞ ? (-)            | Childebert II (570-596) ∞ ? (-)            | Childebert II (570-596) ∞ ? (-) | Childebert II (570-596) ∞ ? (-) | Childebert II (570-596) ∞ ? (-) | Childebert II (570-596) ∞ ? (-) |
| Theudebert II (586/587-612)  |                                            |                                            |                                            |                                            |                                 |                                 |                                 |                                 |